# Карабахский диалект армянского языка
Карабахский диалект армянского языка (арм. Ղարաբաղի բարբառ, Ğarabaği barbař), или арцахский диалект (арм. Արցախի բարբառ, Artsakhi barbař), также иногда шушинский диалект (арм. Շուշիի բարբառ, Šušii barbař), — восточноармянский диалект с особой фонетической и синтаксической структурой, на котором говорят карабахские армяне Нагорного Карабаха, а также проживающие в южной и северо-восточной частях Республики Армения.
На этом диалекте говорило большинство армян, проживавших в Азербайджанской ССР, особенно в городах Баку и Гянджа. По мере обострения первой Первой карабахской войны армяне Азербайджана были вынуждены покинуть свои дома. Сегодня большинство армян-иммигрантов и беженцев из Азербайджана проживает в Армении и России, где наряду со стандартным армянским и русским языком иногда говорят на карабахском диалекте.
Диалект считается одним из самых распространенных армянских диалектов. Точной информации о количестве носителей отсутствует. По переписи 1969 года, на территории СССР насчитывалось порядка 1 миллиона носителей карабахского диалекта, которые составляли практически все 484-тысячное армянское население на территории Азербайджанской ССР (кроме армян Нахичеванской АССР) подавляющее большинство из 50,000 армян Северо-восточного Кавказа, подавляющую часть из ок.100 тысяч армян Средней Азии, а также жители некоторых районов Армянской ССР (Сюник, Тавуш и тд).

## История
Согласно Страбону («География», книга XI, глава 4), в I веке до нашей эры население Армении до реки Куры говорило на армянском языке.
Армянский историк VIII века Степанос Сюнеци первым упомянул местный диалект существовавший в области Арцах. В своём «Толкование грамматики» писал о диалекте Арцаха (арм. զԱրցախային). В 1711 году карабахский диалект упоминал Иоганн Иоахим Шрёдер.
Ачарян утверждает, что затухание звуков «б», «г», «д», «дз», «дж» (բ, գ, դ, ձ, ջ) и их преобразование в звуки «п», «к», «т», «ц», «ч» (պ, տ, կ, ծ, ճ) произошло до нашествия тюркских народов на Армянское нагорье. В своей книге «Классификация армянских диалектов» 1909 года Ачарян утверждает, что карабахский диалект занимал самую большую часть армянских диалектов.

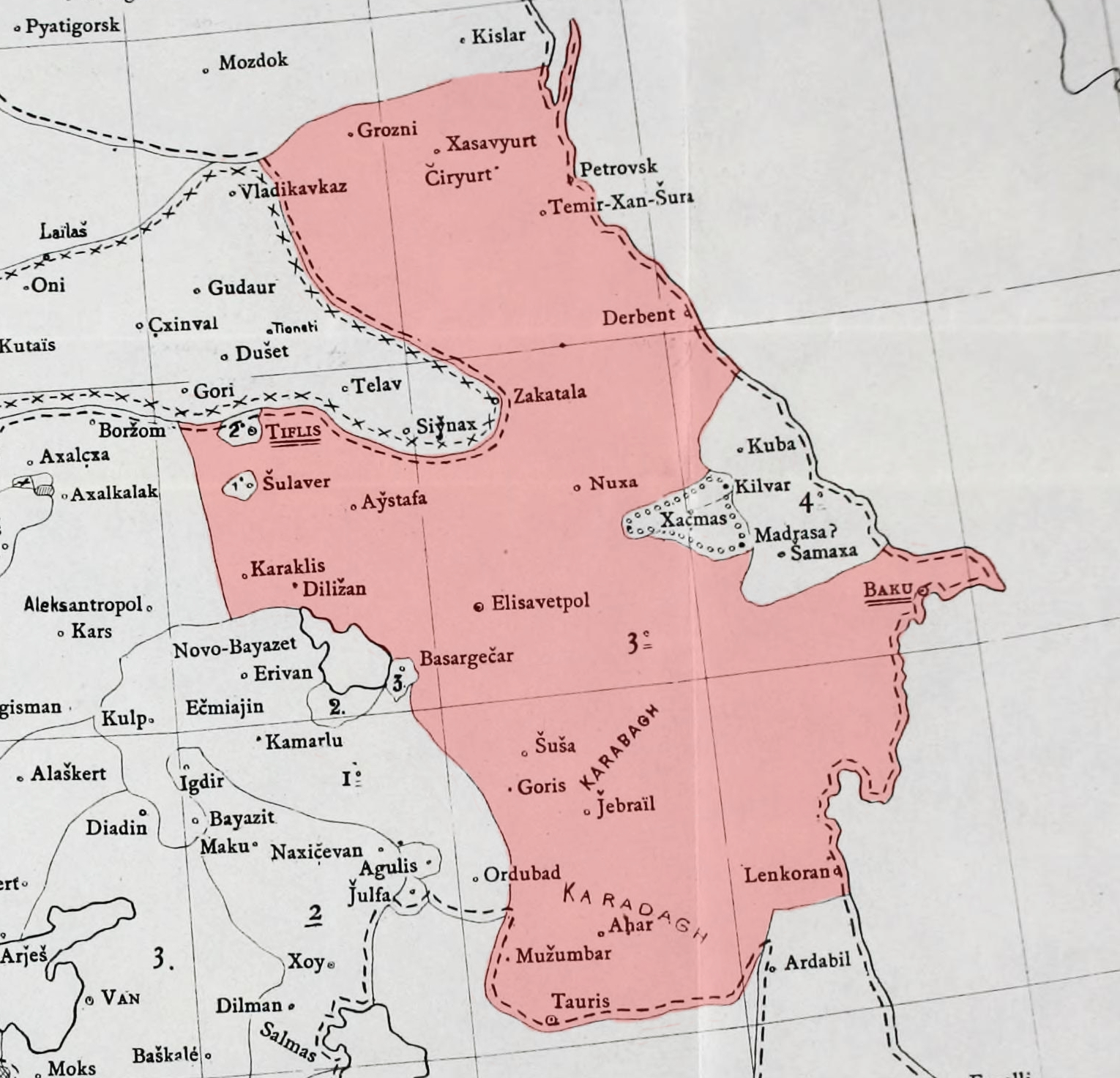
территории говорящем на Карабахском диалекте по мнению Ачаряна в 1909

По словам Ачаряна, на нём говорили в городах Шуша, Елизаветполь (ныне Гянджа), Нуха (ныне Шеки), Баку, Дербент, Агстафа, Дилижан, Караклис (ныне Ванадзор), Газак, Лори, Карадаг, квартал Леилабад в Тебризе (Иран), Бурдур и Одемиш (в Турции).
До конца 1980-х годов большинство армян, проживающих в Азербайджанской ССР, говорили на карабахском диалекте.

## Современность
Согласно официальной переписи населения 1999 года в Азербайджане проживали примерно 645 армян, большинство из них пожилые женщины, вышедшие замуж за азербайджанцев. До 2023 года основной территорией, где говорили на карабахском диалекте, была непризнанная НКР. В Республике Армения на диалекте говорит большинство населения Сюникской области, за исключением города Сисиан и окрестных сёл, где преобладает ереванский диалект.
На карабахском диалекте также говорят в северной и северо-восточной Армении, но на него повлияли другие местные диалекты. В Лори на нём говорят в восточной части: районе Памбак. Карабахский диалект имеет общие черты с шамшадино-тавушским говором армянского языка.

## Особенности диалекта
Карабахский диалект легко отличим от стандартного восточноармянского благодаря своей особой фонетике. В отличие от ереванского диалекта (на котором говорит большинство армян Республики Армения), ударение почти во всех словах падает раньше (на первый слог).

Помимо большого количества изменённых армянских слов в том числе из грабара, многие слова в карабахском диалекте происходят непосредственно из праиндоевропейского языка. Индоевропейский корень «гул» или «коль» (арм. Կուլ, կոլ) означает «шея» или «горло». В литературном армянском языке этот корень сохранился в формах «проглотить, впитать» (арм. կուլ տալ, կլանել — kul tal, klanel). От этого же корня происходят русское «глот, глотать», французское «колье» (фр. collier). В карабахском диалекте корень «кул» или «кол» сохранился в форме существительного.

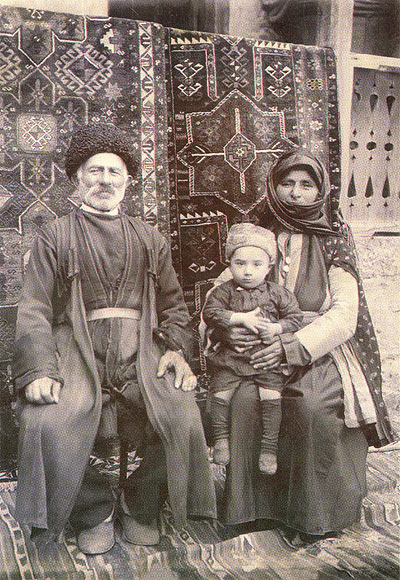
Жители села Ванк, конец XIX — начало XX века

Слова с дополнительной буквой «h» в начале слова имеют в основном коренное индоевропейское происхождение. Буква «h» захватывает и попала во многие другие индоевропейские языки, частично сохранившись в хеттском языке. В карабахском диалекте «h» в отдельных случаях имеет параллель в хеттском языке: hyn(d), (hynder, hyndrel) — yn(d), (ynker, yntrel) — «спрашивать, умолять» (арм. հըն(դ), (հընդեր, հընդրել) — ըն(դ), (ընկեր,ընտրել).
В карабахском диалекте есть слова, сохранившиеся в английском и русском языках. Так, например: հո/խո (англ. who — «кто»), ռոք (англ. rock — «камень»), դոնգի — «глупый» (англ. donkey — «осёл»), «мроз» (арм. մռոզ) — на русском «мороз». В лексике карабахского диалекта есть слова, не дошедшие до нас ни по старой библиографии, ни по новым письменным источникам. Нет их и в современном литературном армянском языке. Такие слова имеют индоевропейское происхождение. Среди них: մըղըմօղ — «мотылёк», սլկըհել — «скользить», դիգյասկանց — «внезапно», լօկ — «жижа, грязь», կիլտի — «картавый» и др.
Земли Нагорного Карабаха веками находилось под иноземным господством (арабским,персидским, тюркским, российским), чьи языки оказали влияние на него, и карабахский диалект заимствовал слова и словосочетания из русского, тюркского и персидского языков.

### Палатализация
Карабахский диалект — единственный армянский диалект с особо выраженной палатализацией, относится к способу произношению согласного, при котором часть языка приближается к твёрдому небу, что смягчает этот согласный. Согласный, произносимый таким образом, называется палатализованным согласным.

### Особенности звуковой системы
Карабахский диалект отличается гласными и согласными звуками, отсутствующими в других диалектах, что делает его фонетически отличимым от литературного армянского языка и вообще других диалектов в целом:
æ (ä): կեալ (кял) — «приходить».
œ (ö): քըթէօլ (к’ыт’ёл) — «ложка».
y (ü): պիւլլիւր (пюллюр) — «круглый».
ɕ: եշʲի («ещи») — «смотри».
ɡʲ: կնէգʲ («кынегь») — «женщина».
kʲʰ: խոխեքʲ («хохек’ь») — «дети».

### Местоимения[22]
|         | Я       | Ты      | Он/она/оно | Мы      | Вы      | Они        |
| ------- | ------- | ------- | ---------- | ------- | ------- | ---------- |
| Им.п.   | Ես      | Դիւ     | Նա         | Մունք   | Դոիք    | Ընտրանք    |
| Р.п.    | Իմ      | Քիւ     | Ընտրան     | Մեր     | Ձեր     | Ընտրանց    |
| Д.п.    | Ինձ     | Քիզ     | Ընտրան     | Մըզ     | Ձեզ     | Ընտրանց    |
| Т.п.    | Ինձանավ | Քեզանավ | Ըննտրանավ  | Մըզանավ | Ձեզանավ | Ընտրանավ   |
| М.п.    | Ինձանըմ | Քեզանըմ | Ընտրանըմ   | Մըզանըմ | Ձեզանըմ | Ընտրացըմ   |
| Отл. п. | Ինձանա  | Քեզանա  | Ընտրանուց  | Մըզանա  | Ձեզանա  | Ընտրանցանա |

### Числительные
Порядковые числительные состоят из суффикса -um: ɛrgus-um «второй», žɛk‘-um «'третий», č'ɔrs-um «четвертый» и т. д. Ачарян Рачия трактует этот суффикс -um как персидское заимствование (chahrā-om «четвертый»). Однако это не очень правдоподобно, поскольку эти диалекты значительно далеки от персидского влияния и поэтому позже Ачарян (1953: 151) предлагает альтернативное решение, согласно которому суффикс -um в этих армянских диалектах происходит от локативной конструкции порядковых номеров, например. y-eōt’nerord-um amseann «в седьмой месяц».
Порядковый суффикс -um также встречается в нескольких других диалектах, таких как Сыраконак. Примечательно, что в периферийных диалектах Юго-Восточной Азии встречается сочетание -
(u)m и суффикс порядкового номера турецкого происхождения: в Мегри ɛrkum-ənǰi «второй» (арм. երկունդջի), irik‘-m-inǰi «третий» и т. д. диалекты Карабаха: ərku-m-inǰi «второй», irk‘-m-inǰi «третий».
| Цифра | Карабахский диалект | Литературный армянский |
| ----- | ------------------- | ---------------------- |
| 1     | մին [min]           | մեկ [mek]              |
| 2     | երկու [erku]        | երկու [erku]           |
| 3     | իրեք [irek']        | երեք [erek’]           |
| 4     | չորս [chors]        | չորս [ch’ors]          |
| 5     | հենգ [heng]         | հինգ [hing]            |
| 6     | վեց [vec']          | վեց [vec']             |
| 7     | օխտը [okht]         | յոթ [yot’]             |
| 8     | օթ [ot’]            | ութ [ut’]              |
| 9     | իննե [inne]         | ինը [in]               |
| 10    | տասը [tas]          | տասը [tas]             |

## Заимствования
В современных диалектах Нагорного Карабаха на бытовом уровне присутствует значительное количество слов русского, тюркского, персидского и арабского происхождения.

## Говоры
Карабахский диалект подразделяется на местные говоры по районам: Степанакертский, Мартакертский, Мартунинский и Гадрутский, а также Капанский, Горисский, Газахский, Гянджинский, Урмийский, Марагинский, Шагахско-Хцабердский. Кроме этого, почти в каждом селе Нагорного Карабаха имеется свой говор, отличительные слова.
Диалект Гадрута (Дизака), как и диалект Карадага, относится к ветви диалектов «с», в отличие остальных диалектов Зангезура и Карабаха, и сложились они ещё в позднее средневековье. Помимо этого, эти два диалекта разделяют и другие морфологические черты, отсутствующие у других диалектов группы (Хой, Урмия, Ареш).
Уникальный диалект села Шагах Ходжавендского района (арм. Շաղախի բառբառ), согласно морфологической систематизации также принадлежащий к ветке «с», согласно иерархической статистической классификации является окраинным наречием карабахского диалекта и занимает промежуточное положение между наречиями Гадрута и Карабаха. Подобный диалект распространён в карабахских сёлах Кейван, Сыхын, Бард, Касаб (диалектное арм. Ղասաբ, араб. قَصَّاب — «мясник»), Худаферин, Хцаберд, Хрманджук, Агбулак, Меликджанлы и Доланлар
Наличие тюркских или мусульманских корней-суффиксов (Доланлар, Агбулаг, Меликджанлу) также может говорить о том, что жители этих сёл могли переехать из равнины примерно в XVIII веке, что и пишет про эти сёла епископ Армянской Апостольской церкви Макар Бархударянц в своей книге «Арцах». В целом, первые упоминания о гонениях на карабахцев Дизака можно встретить у Аракела Даврижеци и относятся к концу XVI века, вследствие чего четыре крупных села вынужденно переселились в Иран.